# Бреслин, Спенсер
Спе́нсер Бре́слин (англ. Spencer Breslin; родился 18 мая 1992, Нью-Йорк, Нью-Йорк, США) — американский актёр, начавший свою карьеру ещё ребёнком, музыкант.

## Ранние годы
Бреслин родился в Нью-Йорке, сын менеджера Ким Бреслин и эксперта по телекоммуникациям Майкла Бреслина. Спенсер младший брат Райана Бреслина (род. 1985) и старший брат актрисы Эбигейл Бреслин (род. 1996).

### Карьера
Снимался в главных ролях в таких картинах как «Малыш» с Брюсом Уиллисом, «Кот» с Майком Майерсом, а также «Санта-Клаус 2» и «Знакомство с родителями». В 2002 году привлекался к озвучке анимационного ТВ-сериала Teamo Supremo, и в том же году в мультфильме «Питер Пэн 2: Возвращение в Нетландию» с ещё большим объёмом озвучивания. Затем он исполняет роль Кёртиса в «Санта-Клаусе-3», в России не выходившем в прокат, доведя число фильмов в которых он играл вместе с Тимом Алленом до четырёх.
В 2004 году, когда популярный в США детский писатель Доктор Сьюз получил звезду в «Аллее славы» в Голливуде, Спенсер, а также Элисон Стоунер, Дилан и Коул Спроусы, Хейли Энн Нельсон, были приглашены на церемонию в роли чтецов.

### Музыка
Летом 2007 года участвовал в основании альтернативной рок-группы Ред Агенда (The Red Agenda). Они закончили запись своего дебютного альбома «День Труда» (Labor Day) в конце октября 2009 года. Позже альбом вышел в свет при участии продюсера Джеймса Уильяма Хиндла.
Бреслин основал собственную студию грамзаписи и собирается вскоре записать свой собственный альбом в стиле хард-рок.

### Личная жизнь
Он живёт с семьёй в Нью-Йорке, и ездит в Лос-Анджелес на пробы фильмов.

### Фильмография
- 1990/2010 — Закон и порядок / Law & Order
- 1995/2004 — Площади Голливуда / Hollywood Squares  — ТВ-викторина (российский аналог — «Проще простого»)
- 1999 — Буря столетия / Storm of the Century (США, Канада) — Донни Билс
- 2000 — Знакомство с родителями / Meet the Parents (США) — маленький мальчик
- 2000 — Малыш / Disney's The Kid — малыш Расти (главная роль)
- 2000 — Лучший подарок на Рождество / The Ultimate Christmas Present (США)
- 2002 — Санта-Клаус 2 / The Santa Clause 2  — Кёртис
- 2002 — Забастовка мам / Mom's on Strike (США)
- 2003 — Кот / The Cat in the Hat — Конрад (главная роль)
- 2003 — Заветное желание / You Wish! (США)
- 2004 — Оззи / Ozzie (Новая Зеландия, Германия) — Джастин Мортон
- 2004 —  Дневники принцессы 2: Как стать королевой / The Princess Diaries 2: Royal Engagement (США) — Принц Жак Дьюб
- 2004 — Модная мамочка / Raising Helen (США) —   Генри Дэвис
- 2004 — Чудопад / Wonderfalls (Канада, США) —  Питер Джонстон в эпизоде Lovesick Ass
- 2004/2005  — Центр Вселенной / Center of the Universe (США)   —  Майлз Барнетт
- 2006 —  Капитан Зум: Академия супергероев / Zoom (США)  —  Мега Бой
- 2006 — Санта-Клаус 3 / The Santa Clause 3: The Escape Clause — Эльф Кёртис
- 2006 — Лохматый папа / The Shaggy Dog—  Джош Дуглас
- 2008 — Гарольд / The Harold — Гарольд
- 2008 — Явление  /  The Happening — Джош
- 2009 — Кости (телесериал) / Bones (США) — Клинтон Гилмор
- 2010 — Dear Eleanor
- 2011 — Born To Race